# Henri-François Delaborde (storico)
Conte Henri-François Delaborde (Versailles, 1º luglio 1854 – Losanna, 31 ottobre 1927) è stato uno storico francese.

## Biografia
Figlio del conte Henri Delaborde, pittore e critico d'arte e nipote del generale Henri-François Delaborde, generale della Rivoluzione, Henri-François Delaborde entrò alla École nationale des chartes, dove, nel 1877, si diplomò archivista paleografo con una tesi sui Signori di Joinville.
Fu quindi nominato membro dell'École française de Rome (1877-1879).
Nel 1880 fu nominato archivista degli Archivi Nazionali, diventando sottocapo della sezione storica (1897-1904). 
Lavorò in particolare sul Trésor des Chartes (gli archivi antichi della Corona di Francia), su di cui pubblicò più articoli.
Ma il suo lavoro si rivolse più in particolare alle fonti narrative della storia di Francia del XIII e del XIV secolo, con dei lavori importanti sulle Grandes Chroniques de France e su Guglielmo il Bretone.
Parimenti autore di lavori su San Luigi, alla morte di Auguste Molinier avvenuta nel 1904, fu nominato alla cattedra di studi critici delle fonti della storia di Francia dell'École des chartes.
Continuò i suoi lavori storici, dedicandosi in particolare alla Recueil des actes de Philippe-Auguste.
Nel 1917, fu eletto alla Académie des inscriptions et belles-lettres.

## Opere
- Expédition de Charles VIII en Italie, Parigi, 1888.
- Jean de Joinville et les seigneurs de Joinville, suivi d'un catalogue de leurs actes, 1894.
- Recueil des actes de Philippe II Auguste, 3 vol., Parigi, 1916-1966.